# Comuna Ivanivka, Nîjnohirskîi
Ivanivka (în ucraineană Іванівка) este o comună în raionul Nîjnohirskîi, Republica Autonomă Crimeea, Ucraina, formată din satele Ivanivka (reședința), Tambovka, Tarasivka și Zaricicea.

## Demografie
Componența lingvistică a comunei Ivanivka
     Rusă (71,08%)
     Tătară crimeeană (21,27%)
     Ucraineană (7,25%)
     Alte limbi (0,28%)
Conform recensământului din 2001, majoritatea populației comunei Ivanivka era vorbitoare de rusă (71,08%), existând în minoritate și vorbitori de tătară crimeeană (21,27%) și ucraineană (7,25%).